# Villarino Frío
Villarino Frío (llamada oficialmente Santa María de Vilariño Frío) es una parroquia y un lugar del municipio español de Montederramo, en la provincia de Orense, Galicia.

## Toponimia
La parroquia también es conocida por el nombre de Santa María de Villarinofrio.

## Organización territorial
La parroquia está formada por tres entidades de población:

### Entidades de población
Entidades de población que forman parte de la parroquia:
- Vilariñofrio (Vilariño Frio)
- Vilariño Pequeno

### Despoblado
Despoblado que forma parte de la parroquia:
- As Poulas

## Demografía

### Parroquia
| Gráfica de evolución demográfica de Villarino Frío (parroquia) entre 2000 y 2022 |
|                                                                                  |
| Datos según el nomenclátor publicado por el INE.                                 |

### Lugar
| Gráfica de evolución demográfica de Vilariñofrio (lugar) entre 2000 y 2022 |
|                                                                            |
| Datos según el nomenclátor publicado por el INE.                           |